# Fenoprofen
Fenoprofen är ett icke-steroidalt antiinflammatoriskt läkemedel tillhörande gruppen NSAID. Fenoprofen kalcium används för symtomatisk lindring för reumatoid artrit, artros och mild till måttlig smärta. Det har också använts för att behandla postoperativ smärta.
I Storbritannien marknadsförs fenoprofen som Fenopron och i USA som Nalfon.

## Farmakologi
Minskar inflammation, smärta och feber, troligen genom hämning av cyklooxygenas (COX-2-hämmare) aktivitet och prostaglandinsyntes.

### Kiralitet och biologosk aktivitet
Fenoprofen är kiralt läkemedel med ett stereogent centrum och existerar som kirala tvillingar. (S)-enantiomeren har den önskade farmakologiska verkan där (R)-isomeren är mindre aktiv. Det observeras att det finns stereoselektiv biokonversion av (R)- till (S)-fenoprofen. Denna stereoselektiva omvandling kallas kiral inversion.

## Kontraindikationer
Historik om signifikant nedsatt njurfunktion finns för patienter med känd överkänslighet mot någon komponent i produkten, patienter som har upplevt astma, urtikaria, eller allergiska reaktioner efter att ha tagit acetylsalicylsyra eller andra NSAID och behandling av perioperativ smärta vid inställning av kranskärlsbypasstransplantat (CABG) kirurgi.

## Biverkningar
I oktober 2020 krävde U.S. Food and Drug Administration (FDA) att läkemedelsetiketten skulle uppdateras för alla ickesteroida antiinflammatoriska läkemedel för att beskriva risken för njurproblem hos ofödda barn som resulterar av låg fostervätska.De rekommenderar att man undviker NSAID hos gravida kvinnor från 20 veckor eller senare under graviditeten.